# Leucopis ornatifrons
Leucopis ornatifrons är en tvåvingeart som beskrevs av Leander Czerny 1936. Leucopis ornatifrons ingår i släktet Leucopis och familjen markflugor. Inga underarter finns listade i Catalogue of Life.